# Shah-i-Zinda

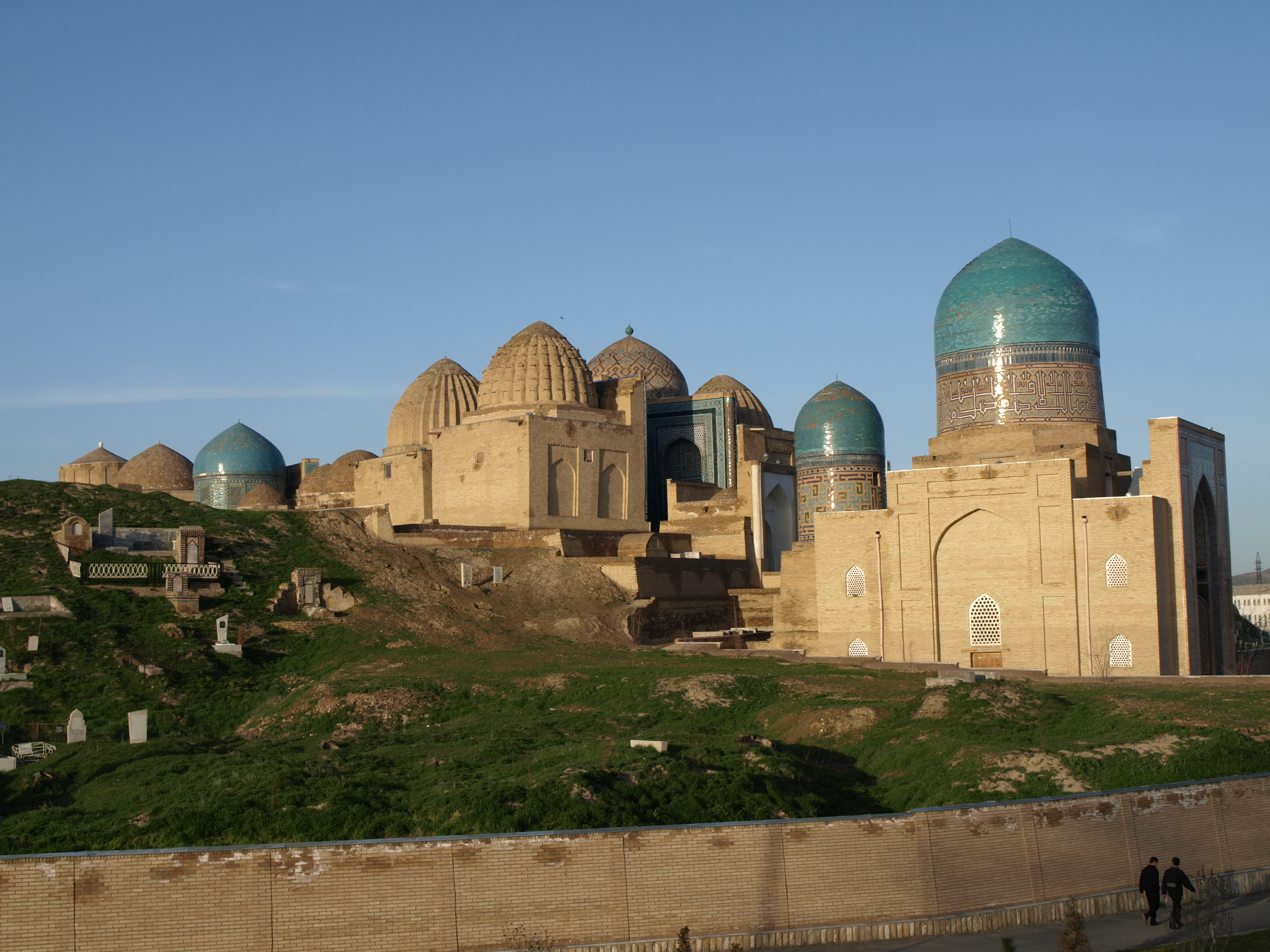
Gezicht op Shah-i-Zinda

Shah-i-Zinda (Samarkand) behoort tot de beroemdste begraafplaatsen in Centraal-Azië. De meeste mausolea op de begraafplaats zijn tussen de 9e eeuw en 19e eeuw gebouwd. Vanaf de 14e eeuw  werden de edelen van de Timoeriden hier begraven. De begraafplaats telt meer dan 20 bouwwerken, waaronder mausolea en een moskee.